# Assvartbagge
Assvartbagge (Phaleria cadaverina) är en skalbaggsart som först beskrevs av Fabricius 1792.  Assvartbagge ingår i släktet Phaleria, och familjen svartbaggar. Enligt den svenska rödlistan är arten sårbar i Sverige. Arten förekommer i Götaland. Artens livsmiljö är havsstränder.